# 오버리트 암 브리엔처제
오버리트 암 브리엔처제(Oberried am Brienzersee)는 스위스 베른주의 인터라켄-오버하슬리구에 있는 자치체이다. 오버리트 자체 외에도 시정촌에는 되플리 및 에블리겐 정착촌이 포함된다.

## 역사

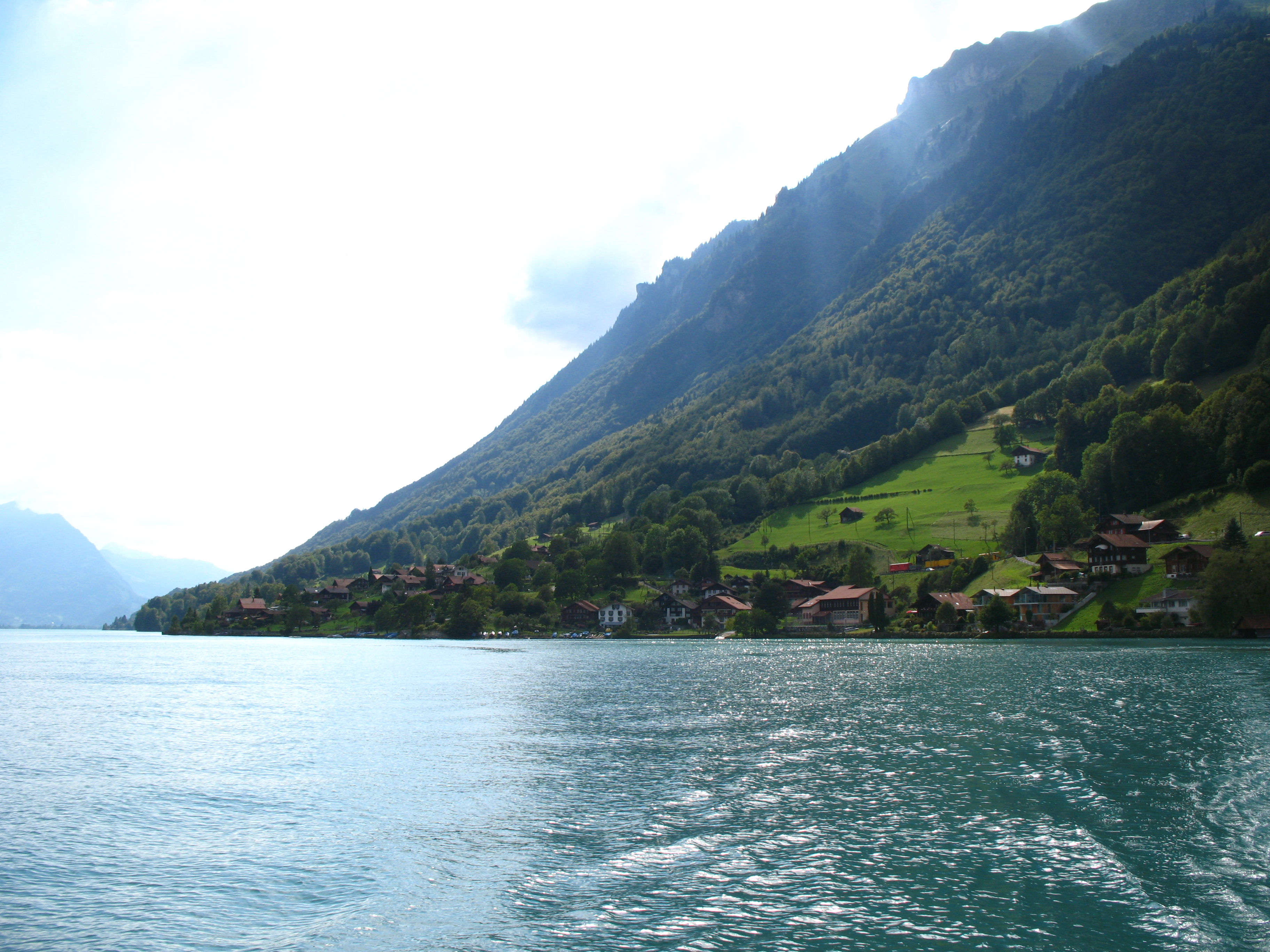
오버리트 마을

오버리트 암 브리엔처제는 1303년에 Obirnriet로 처음 언급되었다.
마을은 건국 후 역사 기록에 거의 등장하지 않았다. 1411년과 1439년 사이에 오버리트를 포함하는 링엔베르크 영지가 인터라켄 수도원에 주어졌다. 1528년, 베른시는 개신교 종교 개혁의 새로운 신앙을 채택하고, 그것을 베른 오버란트에 강요하기 시작했다. 수도원은 새로운 신앙에 반기를 들지만 실패했다. 베른이 오버란트에 자신의 의지를 강요한 후, 그들은 수도원을 세속화하고 모든 수도원 땅을 합병했다. 오버리트는 인터라켄의 베른 영지의 일부가 되었다.
마을은 브리엔츠 교구에 속하지만, 마을 교회는 1967년에 지어졌다.
전통적으로 지역 경제는 호숫가 낚시, 히르세렌바흐강의 작은 충적 부채 양식, 계절별 고산 목축과 농업을 기반으로 했다. 19세기 동안 많은 주민들이 인근 도시로 일자리를 찾아 마을을 떠났다. 1864년에 호숫가를 따라 마을과 이웃 마을을 연결하는 도로가 건설되었다. 19세기에 일부 관광객들이 이 마을을 방문했고 1877년에는 관광 증기선을 위한 부두가 건설되었다. 1916년에는 좁은 마을을 통과하는 브뤼닉 철도의 마지막 구간이 완성되었다.
한스 함베르커는 1863년 오버리트에 불꽃놀이 공장을 세웠다. 1959년, 공장 폭발로 10명의 노동자가 목숨을 잃었다. 이 비극적인 사고 이후로 작고 분리된 건물 만 지어졌다.

## 지명 어원
이름은 “브리엔츠 호수의 더 높은 곳”을 의미한다. 이 이름과 다른 여러 지명에서 Ried라는 단어는 두 가지 의미를 가질 수 있다. 고대 독일의 riod, reoth ("개간") 또는 스위스 독일어("갈대와 습지 풀이 자라는 땅")이다. 1364년부터 이 의미를 가진 유적지에 대한 최초의 역사적 언급은 리에드 지역의 사람들(die von Obriede)라는 문구를 사용했다.

## 지리

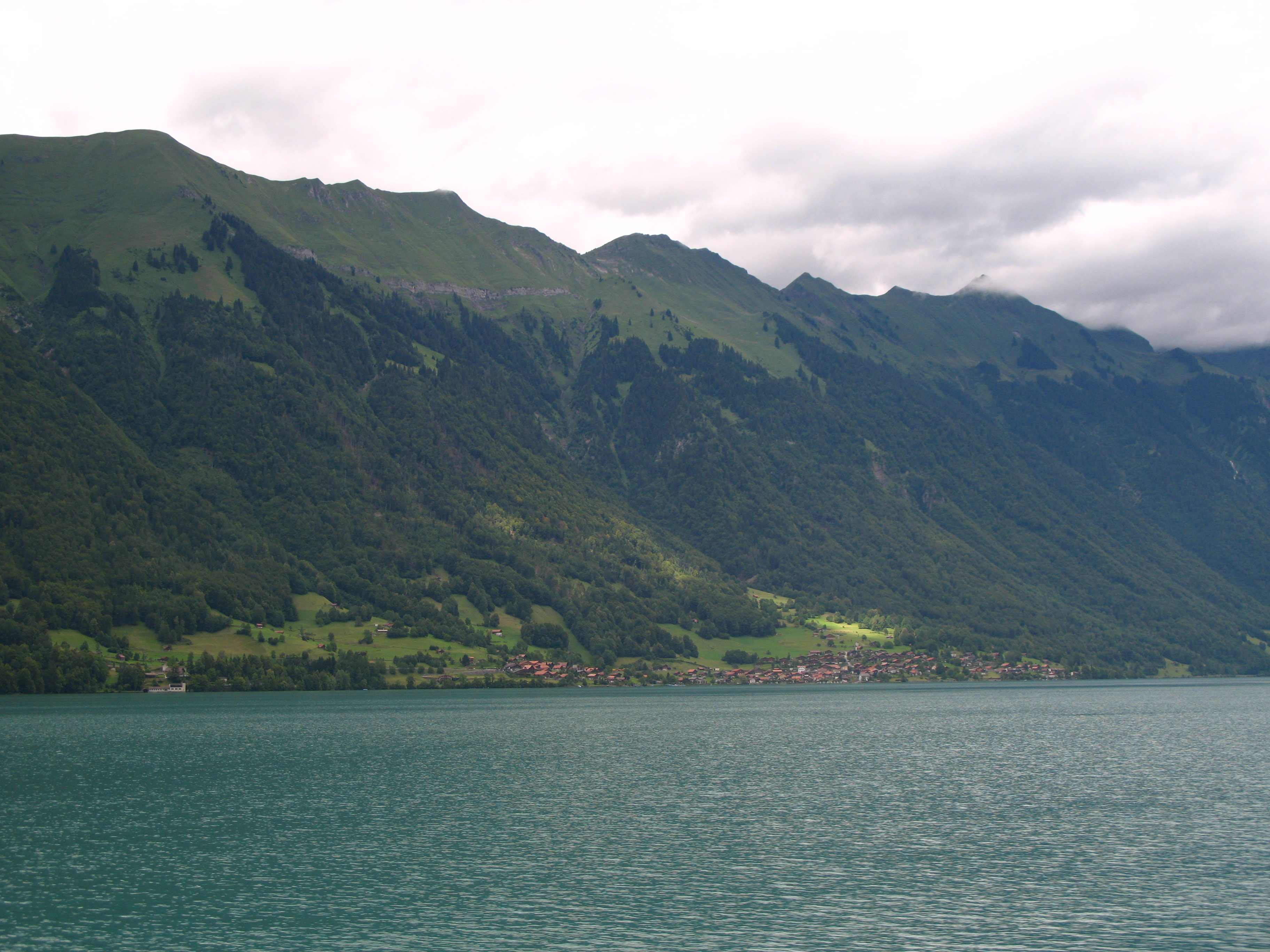
오버리트 마을과 주변의 호수와 산들

오버리트 암 브리엔처제는 브리엔츠 호수 북쪽 기슭의 베르네제 고원에 위치해 있다. 시정촌에서 가장 높은 산은 탄호른(2,221m)이다. 호수 기슭의 되플리, 메렌도르프, 에블리겐 구간을 포함하고 알프스로 올라간다. 탄호른 외에도 아우크스트마트호르른 및 리데렌그라트 뿐만 아니라 리데렌그라트 주변의 봉우리는 지자체의 일부이다.
시정촌의 면적은 20.14k㎡이다. 이 면적 중 7.69k㎡ (38.2%)가 농업 목적으로 사용되는 반면 8.72k㎡ (43.3%)는 삼림으로 사용된다. 나머지 토지 중 0.48k㎡ (2.4%)가 정착(건물 또는 도로), 0.09k㎡ (0.4%)가 강 또는 호수이고 3.06k㎡ (15.2%)는 비생산적인 토지이다.
건축면적 중 주택과 건물이 1.0%, 교통기반시설이 1.1%를 차지했다. 산림면적의 37.8%는 산림이 우거져 있고 3.0%는 과수원이나 작은 나무 군락으로 덮여 있다. 농경지 중 목초지가 4.1%, 고산 목초지가 33.9%이다. 시정촌의 모든 물은 흐르는 물이다. 비생산적인 지역 중 10.4%는 비생산적인 초목이고 4.8%는 초목이 자라기에는 너무 바위가 많은 지역이다.
2009년 12월 31일에 시정촌의 이전 구인 인터라켄군이 해산되었다. 다음 날 2010년 1월 1일에 새로 설립된 인터라켄-오버하슬리구에 합류했다.

## 인구통계
2020년 12월 기준 오버리트 암 브리엔처제의 인구는 461명이다. 2010년 기준, 인구의 8.3%가 거주 외국인이다. 2000년부터 2010년까지 지난 10년 동안 인구는 -1.6%의 비율로 변화했다. 이민은 4.8%, 출생 및 사망은 -3.2%를 차지했다.
2000년 기준, 인구 대부분인 460명(94.8%)이 독일어를 모국어로 사용하고, 이탈리아어가 5명(1.0%)으로 두 번째로 많이 사용하고, 네덜란드어가 5명(1.0%)으로 세 번째로 사용된다. 프랑스어를 할 줄 아는 2명과 로만슈어를 할 줄 아는 사람이 1명 있다.
2008년 기준으로 인구는 남성 49.4%, 여성 50.6%이다. 인구는 221명의 스위스 남성(인구의 45.9%)과 17명의 비스위스계 남성(3.5%)으로 구성되었다. 스위스 여성은 221명(45.9%), 비스위스계 여성은 23명(4.8%)이었다. 시정촌 인구 중 202명(약 41.6%)이 오버리트 암 브리엔처제에서 태어나 2000년에 그곳에서 살았다. 같은 주에서 태어난 사람은 153명(31.5%)이었고, 다른 곳에서 태어난 사람은 74명(15.3%)이었다. 스위스에서, 그리고 46명(9.5%)가 스위스 밖에서 태어났다.
2010년 기준으로 아동·청소년(0~19세)이 17.2%, 성인(20~64세)이 62.7%, 노인(64세 이상)이 20.1%를 차지한다.
2000년 기준으로 시정촌에 미혼이며, 미혼인 사람은 192명이다. 기혼자는 242명, 과부 또는 홀아비는 31명, 이혼한 사람은 20명이었다.
2000년 현재 1인 가구는 85가구, 5인 이상 가구는 10가구이다. 2000년에는 총 198세대(전체의 50.9%)가 상설 임대되었으며, 152세대(39.1%)가 성수기이며, 39세대(10.0%)가 비어 있었다. 2011년 시정촌 공실률은 0.99%였다.
역사적 인구는 다음 차트에 나와 있다.

## 국가중요문화재

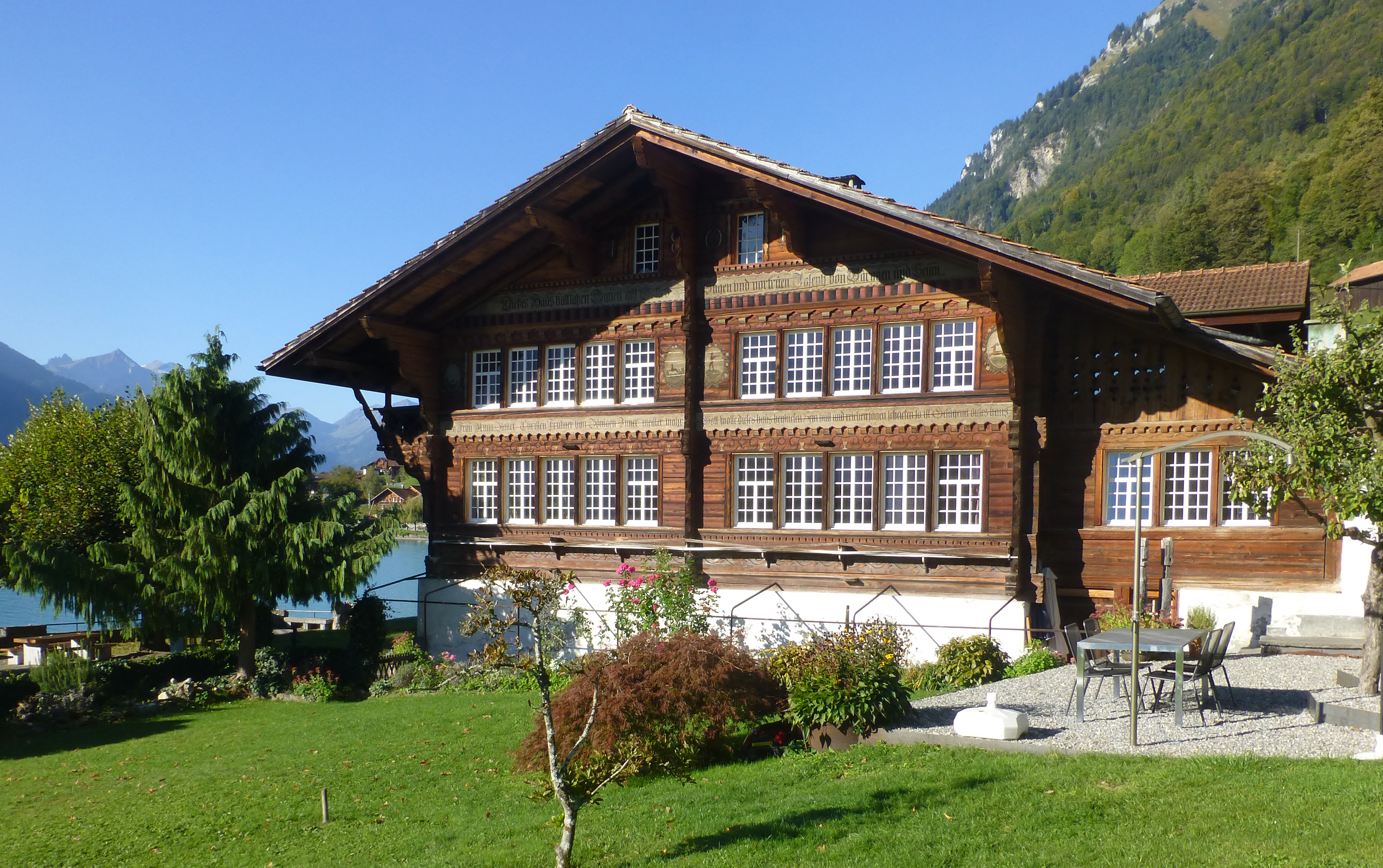
플라츨리 83번지의 농가

플라츨리 83번지에 있는 농가는 국가적으로 중요한 스위스 유산으로 등록되어 있다.

## 정치
2011년 연방 선거에서 가장 인기 있는 정당은 36.8%의 득표율을 기록한 스위스인민당(SVP)이었다. 그 다음으로 인기 있는 3개 정당은 보수민주당(BDP) (14.3%), 녹색당 (12.5%), 사민당(SP) (11%)이었다. 연방 선거는 총 167표를 던졌고, 투표율은 43.5%였다.

## 경제
2011년 현재 오버리트 암 브리엔처제의 실업률은 0.92%이다. 2008년 현재, 시정촌에 고용된 총 152명이 있었다. 이 중 1차 경제 부문에 27명이 고용되었고, 이 부문에 약 10개 기업이 참여했다. 28명이 2차 부문에 고용되었고, 이 부문에 6개의 기업이 있었다. 97명이 3차 부문에 고용되었으며, 이 부문에는 13개의 기업이 있다. 시정촌 주민은 229명으로 일정 정도 고용되었으며, 그중 여성이 전체 노동력의 41.5%를 차지했다.
2008년에는 총 118개의 정규직에 상응하는 일자리가 있었다. 1차 부문의 일자리 수는 13개였으며, 그중 10개는 농업, 3개는 임업 또는 목재 생산이었다. 2차 부문의 일자리 수는 27개였으며, 그중 22개(81.5%)는 제조업에, 3개(11.1%)는 건설에 종사했다. 3차 부문의 일자리 수는 78개였다. 3차 부문에서 4개(5.1%)는 도소매 또는 자동차 수리업, 10개(12.8%)는 호텔 또는 레스토랑, 5개(6.4%)는 교육, 52개(66.7%)는 의료 서비스에 있다.
2000년에는 시정촌으로 출퇴근하는 근로자가 78명, 출퇴근한 근로자가 160명이었다. 지자체는 근로자의 순수출 지자체이며, 들어오는 1명당 약 2.1명의 근로자가 지자체를 떠나고 있다. 근로 인구의 16.2%는 대중교통을 이용하여 출퇴근하고 54.1%는 자가용을 이용하였다.

## 종교
2000년 인구 조사에서 51 또는 10.5%가 로마 카톨릭 신자였고, 371명(76.5%)이 스위스 개혁 교회에 속했다. 나머지 인구 중 다른 기독교 교회에 속한 16명의 개인(3.30%)이 있었다. 이슬람교는 7명(1.44%), 불교 1명, 힌두교 1명, 다른 교회에 속한 개인 1명이 있었다. 38명(7.84%)이 교회에 속하지 않았고, 불가지론자 또는 무신론자였으며, 7명(1.44%)이 질문에 대답하지 않았다.

## 교육
오버리트 암 브리엔처제에서는 인구의 약 220명(45.4%)이 필수가 아닌 고등 중등 교육을 이수했으며, 40명(8.2%)이 추가 고등 교육(대학 또는 응용학문대학)을 마쳤다. 고등 교육을 이수한 40명 중 60.0%가 스위스 남성, 22.5%가 스위스 여성, 15.0%가 비스위스계 남성이었다.
베른주의 학교 시스템은 1년의 의무 없는 유치원, 6년의 초등학교를 제공한다. 이후 3년 동안의 의무적 중학교 과정을 거쳐 학생들을 능력과 적성에 따라 구분한다. 중학교 이하 학생들은 추가 학교에 다니거나 견습생으로 들어갈 수 있다.
2010-11학년도 동안 오버리트 암 브리엔처제의 수업에 총 36명의 학생이 참석했다. 시정촌에는 17명의 학생이 있는 유치원이 하나 있었다. 유치원생 중 11.8%는 교실 언어와 다른 모국어를 사용한다. 시정촌에는 1개의 초등학교 학급과 19명의 학생이 있었다. 초등학교 학생의 10.5%는 교실 언어와 다른 모국어를 사용한다.
2000년 현재 오버리트 암 브리엔처제에는 다른 지자체에서 온 2명의 학생이 있었고 17명의 거주자는 지자체 외부의 학교에 다녔다.

## 교통
오버리트 암 브리엔처제역과 에블리겐역은 모두 첸트랄반 철도 회사의 브뤼닉선에 있으며, 인터라켄과 마이링엔 사이를 운행하는 레기오 열차가 매시간 운행된다. 지자체는 자동차와 선박으로도 갈 수 있다. 겨울에는 눈사태로 인해 기찻길이나 주도로가 막히는 경우가 있다. 이러한 경우 여름에만 운행하는 선박은 겨울에도 승객을 태운다.
브리엔츠로 향하는 도로에 있는 히르세렌그라벤의 다리는 눈사태가 브리엔츠호로 다리를 직접 운반할 수 있도록 건설되었다. 어떤 겨울에는 다리가 눈사태로 여러 번 파괴되었다. 눈사태는 해발 거의 2,000m인 브리엔츠 능선에서 발생하며, 종종 2,300m의 수평 거리에 걸쳐 호수(564m)까지 천둥이 친다.